# SFが読みたい!
『SFが読みたい!』（エスエフがよみたい）は、早川書房が毎年刊行する、SF小説のランキングを主体としたガイドブックである。
SFマガジン編集部編、ソフトカバー、毎年2月発行。2000年に月刊誌『S-Fマガジン』増刊として刊行され、2001年からは書籍として刊行されている。
SFのブック・ランキング『ベストSFxxxx』（xxxxは刊行前年の西暦年）が発表される。

## ベストSF概要
国内篇・海外篇それぞれ30位まで（2015年版以前は20位まで）が発表される。
SF作家・評論家・編集者などSF関係者約100人に対するアンケート（記名・公開）の集計結果に基づく。「マイ・ベスト5」を国内・海外それぞれ最大5作品（少なくてもいい）選ばせ、順位がある場合は1位～5位の作品にそれぞれ10点～6点を、順不同の場合はそれぞれ均等に8点を与える。「マイ・ベスト5」自体も全員のものが掲載される。
対象作は、奥付の日付で前年11月1日から当年10月31日までに発行された新作SF（周辺書を含む）。短編は個々の短編ではなく短編集が対象である。アンケート対象者には編集部が作成した目録が配られるが、それ以外の作品を答えてもよい。
企画自体は1990年に始まっており、『SFが読みたい!』刊行前の1998年までは『SFマガジン』誌上で発表されていた。『SFが読みたい!』には、1990年からの歴代1位が掲載されている。
年次ベストの他に、次のようなランキングもある。
- 2001年版には「1990年代SFベスト30」、2010年版には「ゼロ年代SFベスト30」が国内篇・海外篇それぞれ30位まで発表された。「マイ・ベスト10」を選ばせ、順位がある場合は10点～1点を、順不同の場合は5.5点を与える。
- 『SFマガジン』読者投票による「SFマガジン読者が選ぶ「ベストSFxxxx」」が国内篇・海外篇それぞれ10位まで発表される。集計方法は「ベストSFxxxx」と同じ。
- 書評家による「サブジャンルベスト10」。サブジャンル・周辺ジャンルから各10作品を、専門の書評家が独自に選ぶ。

## その他の企画
- 座談会
- インタビュウ
- 「あの物語はいまどうなっているの?――人気大河シリーズの現在」 宇宙英雄ペリー・ローダンなど長期シリーズの1年分のあらすじ
- 「xxxx年度SF関連書籍目録」「xxxx年度SF関連DVD&ビデオ目録」

など

## 刊行リスト
- SFが読みたい! 2000年版（ベストSF1999発表） - 2000年2月発行 SFマガジン増刊
- SFが読みたい! 2001年版（ベストSF2000発表） - 2001年2月発行 ISBN 4-15-208333-6
- SFが読みたい! 2002年版（ベストSF2001発表） - 2002年2月発行 ISBN 4-15-208400-6
- SFが読みたい! 2003年版（ベストSF2002発表） - 2003年2月発行 ISBN 4-15-208475-8
- SFが読みたい! 2004年版（ベストSF2003発表） - 2004年2月発行 ISBN 4-15-208545-2
- SFが読みたい! 2005年版（ベストSF2004発表） - 2005年2月発行 ISBN 4-15-208619-X
- SFが読みたい! 2006年版（ベストSF2005発表） - 2006年2月発行 ISBN 4-15-208706-4
- SFが読みたい! 2007年版（ベストSF2006発表） - 2007年2月発行 ISBN 978-4-15-208793-5
- SFが読みたい! 2008年版（ベストSF2007発表） - 2008年2月発行 ISBN 978-4-15-208896-3
- SFが読みたい! 2009年版（ベストSF2008発表） - 2009年2月発行 ISBN 978-4-15-209001-0
- SFが読みたい! 2010年版（ベストSF2009発表） - 2010年2月発行 ISBN 978-4-15-209107-9
- SFが読みたい! 2011年版（ベストSF2010発表） - 2011年2月発行 ISBN 978-4-15-209191-8
- SFが読みたい! 2012年版（ベストSF2011発表） - 2012年2月発行 ISBN 978-4-15-209275-5
- SFが読みたい! 2013年版（ベストSF2012発表） - 2013年2月発行 ISBN 978-4-15-209354-7
- SFが読みたい! 2014年版（ベストSF2013発表） - 2014年2月発行 ISBN 978-4-15-209438-4
- SFが読みたい! 2015年版（ベストSF2014発表） - 2015年2月発行 ISBN 978-4-15-209519-0
- SFが読みたい! 2016年版（ベストSF2015発表） - 2016年2月発行 ISBN 978-4-15-209597-8
- SFが読みたい! 2017年版（ベストSF2016発表） - 2017年2月発行 ISBN 978-4-15-209669-2
- SFが読みたい! 2018年版（ベストSF2017発表） - 2018年2月発行 ISBN 978-4-15-209745-3
- SFが読みたい! 2019年版（ベストSF2018発表） - 2019年2月発行 ISBN 978-4-15-209838-2
- SFが読みたい! 2020年版（ベストSF2019発表） - 2020年2月発行 ISBN 978-4-15-209916-7
- SFが読みたい! 2021年版（ベストSF2020発表） - 2021年2月発行 ISBN 978-4-15-210001-6
- SFが読みたい! 2022年版（ベストSF2021発表） - 2022年2月発行 ISBN 978-4-15-210080-1
- SFが読みたい! 2023年版（ベストSF2022発表） - 2023年2月発行 ISBN 978-4-15-210208-9
- SFが読みたい! 2024年版（ベストSF2023発表） - 2024年2月発行 ISBN 978-4-15-210306-2

## 表紙画
- 2000–2002年版 - 水玉螢之丞
- 2003–2005年版 - 西島大介
- 2006–2006年版 - タカノ綾
- 2007–2007年版 - 笹井一個
- 2008–2009年版 - COCO
- 2010-2011年版 - シライシユウコ
- 2012-2013年版 - PABLO UCHIDA
- 2014–2014年版 - 爽々
- 2015–2015年版 - 担当なし（過去15年分の表紙のコラージュ）
- 2016-2019年版 - 宮崎夏次系
- 2020-2024年版 - 今井哲也

## ベストSF抜粋
タイトル・作者の表記はなるべく『SFが読みたい!』掲載時に従う。早川書房の編集規則ではシリーズ名は《～》で囲むが、複数巻であってもそうならないこともある。

### 各年のベスト1
| 年     | 国内篇                                | 国内篇          | 海外篇 | 海外篇                             |
| 年     | タイトル                              | 著者            | タイトル | 著者                               |
| ------ | ------------------------------------- | --------------- | --- | ---------------------------------- |
| 1990年 | アド・バード                          | 椎名誠          | フィーヴァードリーム                                                                                                   | ジョージ・R・R・マーティン         |
| 1991年 | バベルの薫り                          | 野阿梓          | 故郷から10000光年 | ジェイムズ・ティプトリー・ジュニア |
| 1992年 | ヴィーナス・シティ                    | 柾悟郎          | タウ・ゼロ | ポール・アンダースン               |
| 1993年 | パプリカ                              | 筒井康隆        | アヌビスの門 | ティム・パワーズ                   |
| 1994年 | エイダ                                | 山田正紀        | シェイヨルという名の星                                                                                                 | コードウェイナー・スミス           |
| 1995年 | ソリトンの悪魔                        | 梅原克文        | 《ハイペリオン》2部作                                                                                                  | ダン・シモンズ                     |
| 1996年 | 星界の紋章                            | 森岡浩之        | つぎの岩につづく | R・A・ラファティ                   |
| 1997年 | ライトジーンの遺産                    | 神林長平        | 火星夜想曲 | イアン・マクドナルド               |
| 1998年 | BRAIN VALLEY                          | 瀬名秀明        | タイム・シップ | スティーヴン・バクスター           |
| 1999年 | クリスタルサイレンス                  | 藤崎慎吾        | 宇宙消失 | グレッグ・イーガン                 |
| 2000年 | 永遠の森 博物館惑星                   | 菅浩江          | エンディミオンの覚醒                                                                                                   | ダン・シモンズ                     |
| 2001年 | かめくん                              | 北野勇作        | 祈りの海 | グレッグ・イーガン                 |
| 2002年 | 太陽の簒奪者                          | 野尻抱介        | 航路 | コニー・ウィリス                   |
| 2003年 | マルドゥック・スクランブル            | 冲方丁          | あなたの人生の物語 | テッド・チャン                     |
| 2004年 | 象られた力                            | 飛浩隆          | 万物理論 | グレッグ・イーガン                 |
| 2005年 | 老ヴォールの惑星                      | 小川一水        | ディアスポラ | グレッグ・イーガン                 |
| 2006年 | ラギッド・ガール 廃園の天使II         | 飛浩隆          | デス博士の島その他の物語                                                                                               | ジーン・ウルフ                     |
| 2007年 | 虐殺器官                              | 伊藤計劃        | 双生児 | クリストファー・プリースト         |
| 2008年 | 新世界より                            | 貴志祐介        | 時間封鎖 | ロバート・チャールズ・ウィルスン   |
| 2009年 | ハーモニー                            | 伊藤計劃        | ペルディード・ストリート・ステーション                                                                                 | チャイナ・ミエヴィル               |
| 2010年 | 華竜の宮                              | 上田早夕里      | 異星人の郷 | マイクル・フリン                   |
| 2011年 | これはペンです                        | 円城塔          | プランク・ダイヴ | グレッグ・イーガン                 |
| 2012年 | 屍者の帝国                            | 伊藤計劃×円城塔 | 都市と都市 | チャイナ・ミエヴィル               |
| 2013年 | 皆勤の徒                              | 酉島伝法        | 夢幻諸島から | クリストファー・プリースト         |
| 2014年 | オービタル・クラウド                  | 藤井太洋        | 火星の人 | アンディ・ウィアー                 |
| 2015年 | エピローグ                            | 円城塔          | 紙の動物園 | ケン・リュウ                       |
| 2016年 | 夢みる葦笛                            | 上田早夕里      | 死の鳥 | ハーラン・エリスン                 |
| 2017年 | 自生の夢                              | 飛浩隆          | 隣接界 | クリストファー・プリースト         |
| 2018年 | 零號琴                                | 飛浩隆          | 折りたたみ北京 現代中国SFアンソロジー                                                                                  | ケン・リュウ編                     |
| 2019年 | なめらかな世界と、その敵              | 伴名練          | 三体 | 劉慈欣                             |
| 2020年 | オクトローグ 酉島伝法作品集成         | 酉島伝法        | 息吹 | テッド・チャン                     |
| 2021年 | 異常論文                              | 樋口恭介・編    | 三体Ⅲ 死神永生 | 劉慈欣                             |
| 2022年 | 法治の獣                              | 春暮康一        | プロジェクト・ヘイル・メアリー                                                                                         | アンディ・ウィアー                 |
| 2023年 | グラーフ・ツェッペリン あの夏の飛行船 | 高野史緒        | チク・タク・チク・タク・チク・タク・チク・タク・チク・タク・チク・タク・チク・タク・チク・タク・チク・タク・チク・タク | ジョン・スラデック                 |

### 各年のベスト10

#### 1999年
国内篇
1. クリスタルサイレンス（藤崎慎吾）
2. グッドラック 戦闘妖精・雪風（神林長平）
3. エリコ（谷甲州）
4. チグリスとユーフラテス（新井素子）
5. 夢の樹が接げたなら（森岡浩之）
6. 偏執の芳香 アロマパラノイド（牧野修）
7. バトル・ロワイアル（高見広春）
8. 水霊 ミヅチ（田中啓文）
9. オルガニスト（山之口洋）
10. 蘆屋家の崩壊（津原泰水）

海外篇
1. 宇宙消失（グレッグ・イーガン）
2. スタープレックス（ロバート・J・ソウヤー）
3. 順列都市（グレッグ・イーガン）
4. キリンヤガ（マイク・レズニック）
5. エンディミオン（ダン・シモンズ）
6. 星ぼしの荒野から（ジェイムズ・ティプトリー・Jr.）
7. ワン・オヴ・アス（マイケル・マーシャル・スミス（英語版））
8. ゾッド・ワロップ あるはずのない物語（ウィリアム・B・スペンサー（英語版））
9. ダスト（チャールズ・ペレグリーノ（英語版））
10. フェアリイ・ランド（ポール・J・マコーリイ）

#### 2000年
国内篇
1. 永遠の森 博物館惑星（菅浩江）
2. レキオス（池上永一）
3. 月の裏側（恩田陸）
4. 山尾悠子作品集成（山尾悠子）
5. 八月の博物館（瀬名秀明）
6. ピニェルの振り子 銀河博物誌1（野尻抱介）
7. 日本SF論争史（巽孝之編）
8. M.G.H. 楽園の鏡像（三雲岳斗）
9. 西城秀樹のおかげです（森奈津子）
10. 猫の地球儀 焔の章 / その2 幽の章（秋山瑞人）

海外篇
1. エンディミオンの覚醒（ダン・シモンズ）
2. 影が行く ホラーSF傑作選（P・K・ディック、D・R・クーンツ 他）
3. フレームシフト（ロバート・J・ソウヤー）
4. ダーウィンの使者（グレッグ・ベア）
5. 終わりなき平和（ジョー・ホールドマン）
6. エンダーズ・シャドウ（オースン・スコット・カード）
7. 太陽の王と月の妖獣（ヴォンダ・N・マッキンタイア）
8. SFの殿堂 遥かなる地平（ロバート・シルヴァーバーグ編）
9. パヴァーヌ（キース・ロバーツ）
10. タイムライン（マイクル・クライトン）

#### 2001年
国内篇
1. かめくん（北野勇作）
2. AΩ（アルファ・オメガ）（小林泰三）
3. 鳥類学者のファンタジア（奥泉光）
4. 銀河帝国の弘法も筆の誤り（田中啓文）
5. ドッグファイト（谷口裕貴）
6. ふわふわの泉（野尻抱介）
7. 新世紀未来科学（金子隆一）
8. 黒い仏（殊能将之）
9. ペロー・ザ・キャット全仕事（吉川良太郎）
10. ソドムの林檎（野阿梓）

海外篇
1. 祈りの海（グレッグ・イーガン）
2. 20世紀SF（中村融、山岸真編）
3. タクラマカン（ブルース・スターリング）
4. ネバーウェア（ニール・ゲイマン）
5. フラッシュフォワード（ロバート・J・ソウヤー）
6. ゲーム・プレイヤー（イアン・M・バンクス）
7. オンリー・フォワード（マイケル・マーシャル・スミス（英語版））
8. オルガスマシン（イアン・ワトスン）
9. ハッカー / 13の事件（J・ダン（英語版）、G・ドゾワ編）
10. 過ぎ去りし日々の光（A・C・クラーク&S・バクスター）

#### 2002年
国内篇
1. 太陽の簒奪者（野尻抱介）
2. グラン・ヴァカンス 廃園の天使I（飛浩隆）
3. 海を見る人（小林泰三）
4. アラビアの夜の種族（古川日出男）
5. あしたのロボット（瀬名秀明）
6. ウロボロスの波動（林譲治）
7. サムライ・レンズマン（古橋秀之）
8. 傀儡后（牧野修）
9. 聚楽 太閤の錬金窟（グロッタ）（宇月原晴明）
10. どーなつ（北野勇作）

海外篇
1. 航路（コニー・ウィリス）
2. ダイヤモンド・エイジ（ニール・スティーヴンスン）
3. 90年代SF傑作選（山岸真編）
4. 最果ての銀河船団（ヴァーナー・ヴィンジ）
5. イリーガル・エイリアン（ロバート・J・ソウヤー）
6. 地球礁（R・A・ラファティ）
7. グリーン・マーズ（キム・スタンリー・ロビンスン）
8. フリーウェア（ルーディ・ラッカー）
9. デイヴィー 荒野の旅（エドガー・パングボーン）
10. 壜の中の手記（ジェラルド・カーシュ）

#### 2003年
国内篇
1. マルドゥック・スクランブル（冲方丁）
2. 第六大陸（小川一水）
3. 神は沈黙せず（山本弘）
4. 忘却の船に流れは光（田中啓文）
5. 神様のパズル（機本伸司）
6. サウンドトラック（古川日出男）
7. ラピスラズリ（山尾悠子）
8. イリヤの空、UFOの夏（秋山瑞人）
9. ねじの回転（恩田陸）
10. 記憶汚染（林譲治）

海外篇
1. あなたの人生の物語（テッド・チャン）
2. しあわせの理由（グレッグ・イーガン）
3. 海を失った男（シオドア・スタージョン）
4. 《ジーリー・クロニクル》（スティーヴン・バクスター）
5. 七王国の玉座（ジョージ・R・R・マーティン）
6. カルカッタ染色体（アミタヴ・ゴーシュ）
7. 紙葉の家（マーク・Z・ダニエレブスキー）
8. 星海の楽園（デイヴィッド・ブリン）
9. 不在の鳥は霧の彼方へ飛ぶ（パトリック・オリアリー（英語版））
10. イエスのビデオ（アンドレアス・エシュバッハ）

#### 2004年
国内篇
1. 象られた力（飛浩隆）
2. 膚の下（神林長平）
3. 復活の地（小川一水）
4. 新・地底旅行（奥泉光）
5. からくりアンモラル（森奈津子）
6. 熱帯（佐藤哲也）
7. 蹴りたい田中（田中啓文）
8. ロボット・オペラ（瀬名秀明編著）
9. グアルディア（仁木稔）
10. 楽園の知恵 あるいはヒステリーの歴史（牧野修）

海外篇
1. 万物理論（グレッグ・イーガン）
2. 奇術師（クリストファー・プリースト）
3. 犬は勘定に入れません―あるいは、消えたヴィクトリア朝花瓶の謎（コニー・ウィリス）
4. ケルベロス第五の首（ジーン・ウルフ）
5. ふたりジャネット（テリー・ビッスン）
6. SF雑誌の歴史―パルプマガジンの饗宴（マイク・アシュリー（英語版））
7. くらやみの速さはどれくらい（エリザベス・ムーン）
8. 白い果実（ジェフリー・フォード）
9. 夜更けのエントロピー（ダン・シモンズ）
10. ソラリス（スタニスワフ・レム）

#### 2005年
国内篇
1. 老ヴォールの惑星（小川一水）
2. デカルトの密室（瀬名秀明）
3. シャングリ・ラ（池上永一）
4. ハイドゥナン（藤崎慎吾）
5. サマー / タイム / トラベラー（新城カズマ）
6. 現代SF1500冊
 乱闘編 1975-1995 / 回天編 1996-2005（大森望）
7. パンドラ（谷甲州）
8. 神狩り2 リッパー（山田正紀）
9. 空の中（有川浩）
10. 四畳半神話大系（森見登美彦）

海外篇
1. ディアスポラ（グレッグ・イーガン）
2. タフの方舟（ジョージ・R・R・マーティン）
3. 啓示空間（アレステア・レナルズ）
4. どんがらがん（アヴラム・デイヴィッドスン）
5. 宇宙舟歌（R・A・ラファティ）
6. アジアの岸辺（トマス・M・ディッシュ）
7. 《ネアンデルタール・パララックス》（ロバート・J・ソウヤー）
8. 高い城・文学エッセイ（スタニスワフ・レム）
9. 輝く断片（シオドア・スタージョン）
10. 太陽レンズの彼方へ―マッカンドルー航宙記（チャールズ・シェフィールド）

#### 2006年
国内篇
1. ラギッド・ガール 廃園の天使II（飛浩隆）
2. アイの物語（山本弘）
3. 天涯の砦（小川一水）
4. 日本沈没 第二部（小松左京・谷甲州）
5. 冬至草（石黒達昌）
6. 図書館戦争（有川浩）
7. 安徳天皇漂海記（宇月原晴明）
8. ストリンガーの沈黙（林譲治）
9. レフト・アローン（藤崎慎吾）
10. まだ見ぬ冬の悲しみも（山本弘）

海外篇
1. デス博士の島その他の物語（ジーン・ウルフ）
2. イリアム（ダン・シモンズ）
3. シンギュラリティ・スカイ（チャールズ・ストロス）
4. 火星縦断（ジェフリー・A・ランディス）
5. グリュフォンの卵（マイクル・スワンウィック）
6. グラックの卵（ハーヴェイ・ジェイコブズ（英語版）他）
7. ベータ2のバラッド（サミュエル・R・ディレイニー他）
8. 移動都市（フィリップ・リーヴ）
9. 遺す言葉、その他の短篇（アイリーン・ガン）
10. ページをめくれば（ゼナ・ヘンダースン）

#### 2007年
国内篇
1. 虐殺器官（伊藤計劃）
2. Self-Reference ENGINE（円城塔）
3. 沈黙のフライバイ（野尻抱介）
4. 星新一 一〇〇一話をつくった人（最相葉月）
5. プリズムの瞳（菅浩江）
6. 時砂の王（小川一水）
7. マルドゥック・ヴェロシティ（冲方丁）
8. 進化の設計者（林譲治）
9. 鯨の王（藤崎慎吾）
10. 赤朽葉家の伝説（桜庭一樹）

海外篇
1. 双生児（クリストファー・プリースト）
2. ゴーレム100（アルフレッド・ベスター）
3. ひとりっ子（グレッグ・イーガン）
4. 輝くもの天より墜ち（ジェイムズ・ティプトリー・Jr.）
5. オリュンポス（ダン・シモンズ）
6. 擬態―カムフラージュ―（ジョー・ホールドマン）
7. 老人と宇宙（ジョン・スコルジー）
8. マジック・フォー・ビギナーズ（ケリー・リンク）
9. 火星の長城（アレステア・レナルズ）
10. キルン・ピープル（デイヴィッド・ブリン）

#### 2008年
国内篇
1. 新世界より（貴志祐介）
2. MM9（山本弘）
3. Boy's Surface（円城塔）
4. 神獣聖戦 Perfect Edition（山田正紀）
5. 赤い星（高野史緒）
6. 天体の回転について（小林泰三）
7. フリーランチの時代（小川一水）
8. ディスコ探偵水曜日（舞城王太郎）
9. サイエンス・イマジネーション
科学とSFの最前線、そして未来へ（小松左京監修・瀬名秀明編）
10. 日本SF全集・総解説（日下三蔵）

海外篇
1. 時間封鎖（ロバート・チャールズ・ウィルスン）
2. 蒸気駆動の少年（ジョン・スラデック）
3. 限りなき夏（クリストファー・プリースト）
4. 20世紀の幽霊たち（ジョー・ヒル）
5. ハローサマー、グッドバイ（マイクル・コーニイ）
6. 深海のYrr（フランク・シェッツィング）
7. 夏の涯ての島（イアン・R・マクラウド）
8. 銀河北極（アレステア・レナルズ）
9. ライト（M・ジョン・ハリスン）
10. ザ・ロード（コーマック・マッカーシー）

#### 2009年
国内篇
1. ハーモニー（伊藤計劃）
2. あなたのための物語（長谷敏司）
3. バレエ・メカニック（津原泰水）
4. 魚舟・獣舟（上田早夕里）
5. アンブロークン アロー 戦闘妖精・雪風（神林長平）
6. 地球移動作戦（山本弘）
7. 年刊日本SF傑作選 超弦領域（大森望・日下三蔵編）
8. 年刊日本SF傑作選 虚構機関（大森望・日下三蔵編）
9. 猿駅 / 初恋（田中哲弥）
10. 紫色のクオリア（うえお久光）

海外篇
1. ペルディード・ストリート・ステーション（チャイナ・ミエヴィル）
2. アッチェレランド（チャールズ・ストロス）
3. 洋梨形の男（ジョージ・R・R・マーティン）
4. TAP（グレッグ・イーガン）
5. ユダヤ警官同盟（マイケル・シェイボン）
6. ベガーズ・イン・スペイン（ナンシー・クレス）
7. 無限記憶（ロバート・チャールズ・ウィルスン）
8. 時の娘 ロマンティック時間SF傑作選（中村融編）
9. レインボーズ・エンド（ヴァーナー・ヴィンジ）
10. アメリカン・ゴッズ（ニール・ゲイマン）

#### 2010年
国内篇
1. 華竜の宮（上田早夕里）
2. どろんころんど（北野勇作）
3. クォンタム・ファミリーズ（東浩紀）
4. 日本SF精神史（長山靖生）
5. 去年はいい年になるだろう（山本弘）
6. 後藤さんのこと（円城塔）
7. 歪み真珠（山尾悠子）
8. ゼロ年代日本SFベスト集成
(S) ぼくの、マシン (F) 逃げゆく物語の話（大森望編）
9. NOVA2（大森望編）
10. 天冥の標II 救世群（小川一水）

海外篇
1. 異星人の郷（マイクル・フリン（英語版））
2. 《ファージング》三部作
「英雄たちの朝」「暗殺のハムレット」「バッキンガムの光芒」（ジョー・ウォルトン）
3. 時の地図（フェリクス・J・パルマ（英語版、スペイン語版））
4. WORLD WAR Z（マックス・ブルックス）
5. ここがウィネトカなら、きみはジュディ 時間SF傑作選（大森望編）
6. ジェイクをさがして（チャイナ・ミエヴィル）
7. ワイオミング生まれの宇宙飛行士 宇宙開発SF傑作選（中村融編）
8. 宇宙飛行士オモン・ラー（ヴィクトル・ペレーヴィン）
9. 跳躍者の時空（フリッツ・ライバー）
10. 平ら山を越えて（テリー・ビッスン）

#### 2011年
国内篇
1. これはペンです（円城塔）
2. 希望（瀬名秀明）
3. ダイナミックフィギュア（三島浩司）
4. 11 eleven（津原泰水）
5. きつねのつき（北野勇作）
6. ジェノサイド（高野和明）
7. クォンタムデビルサーガ アバタールチューナー（五代ゆう）
8. 3・11の未来―日本・SF・想像力（笠井潔・巽孝之監修 海老原豊・藤田直哉編）
9. 近代日本奇想小説史 明治篇（横田順彌）
10. 天国と地国（小林泰三）

海外篇
1. プランク・ダイヴ（グレッグ・イーガン）
2. ねじまき少女（パオロ・バチガルピ）
3. 奇跡なす者たち（ジャック・ヴァンス）
4. クロノリス―時の碑―（ロバート・チャールズ・ウィルスン）
5. スティーヴ・フィーヴァー ポストヒューマンSF傑作選（山岸真編）
6. エステルハージ博士の事件簿（アヴラム・デイヴィッドスン）
7. ダールグレン I / II（サミュエル・R・ディレイニー）
8. 時間はだれも待ってくれない
21世紀東欧SF・ファンタスチカ傑作集（高野史緒編）
9. 千年紀の民（J・G・バラード）
10. リトル・ブラザー（コリイ・ドクトロウ）

#### 2012年
国内篇
1. 屍者の帝国（伊藤計劃×円城塔）
2. 盤上の夜（宮内悠介）
3. BEATLESS（長谷敏司）
4. 南極点のピアピア動画（野尻抱介）
5. 機龍警察 暗黒市場（月村了衛）
6. Delivery（八杉将司）
7. 本にだって雄と雌があります（小田雅久仁）
8. リリエンタールの末裔（上田早夕里）
9. ぼくらは都市を愛していた（神林長平）
10. カラマーゾフの妹（高野史緒）
ゴースト・オブ・ユートピア（樺山三英）

海外篇
1. 都市と都市（チャイナ・ミエヴィル）
2. 第六ポンプ（パオロ・バチガルピ）
3. 量子怪盗（ハンヌ・ライアニエミ）
4. サイバラバード・デイズ（イアン・マクドナルド）
5. 連環宇宙（ロバート・チャールズ・ウィルスン）
6. 青い脂（ウラジーミル・ソローキン）
7. リヴァイアサン―クジラと蒸気機関―（スコット・ウエスターフェルド）
8. ブラックアウト（コニー・ウィリス）
9. アンドロイドの夢の羊（ジョン・スコルジー）
10. 心のナイフ 混沌（カオス）の叫び1（パトリック・ネス）

#### 2013年
国内篇
1. 皆勤の徒（酉島伝法）
2. ヨハネスブルグの天使たち（宮内悠介）
3. 星を創る者たち（谷甲州）
4. Gene Mapper -full build-（藤井太洋）
5. know（野﨑まど）
6. ノックス・マシン（法月綸太郎）
7. 誰に見しょとて（菅浩江）
8. クリュセの魚（東浩紀）
9. 日本SF短篇50
日本SF作家クラブ創立50周年記念アンソロジー 1〜5（日本SF作家クラブ編）
10. 冬虫夏草（梨木香歩）

海外篇
1. 夢幻諸島から（クリストファー・プリースト）
2. ブラインドサイト（ピーター・ワッツ）
3. 言語都市（チャイナ・ミエヴィル）
4. パラークシの記憶（マイクル・コーニイ）
5. 11/22/63（スティーヴン・キング）
6. 宙（そら）の地図（フェリクス・J・パルマ（英語版、スペイン語版））
7. 第四の館（R・A・ラファティ）
8. オール・クリア（コニー・ウィリス）
9. クラーケン（チャイナ・ミエヴィル）
10. 巨獣めざめる（ジェイムズ・S・A・コーリイ（英語版））
たんぽぽ娘（ロバート・F・ヤング）

#### 2014年
国内篇
1. オービタル・クラウド（藤井太洋）
2. 深紅の碑文（上田早夕里）
3. みずは無間（六冬和生）
4. My Humanity（長谷敏司）
5. ミーチャ・ベリーエフの子狐たち（仁木稔）
6. 機龍警察 未亡旅団（月村了衛）
7. 新生（瀬名秀明）
8. 北の想像力（岡和田晃編）
9. サムライ・ポテト（片瀬二郎）
10. NOVA+（大森望編）

海外篇
1. 火星の人（アンディ・ウィアー）
2. 白熱光（グレッグ・イーガン）
3. レッド・スーツ（ジョン・スコルジー）
4. 霧に橋をかける（キジ・ジョンソン）
5. 旋舞の千年都市（イアン・マクドナルド）
6. SF的な宇宙で安全に暮らすっていうこと（チャールズ・ユウ（英語版））
7. ピース（ジーン・ウルフ）
8. 2312（キム・スタンリー・ロビンソン）
9. 図書館の魔法（ジョー・ウォルトン）
10. モンド9（ダリオ・トナーニ（イタリア語版））

#### 2015年
国内篇
1. エピローグ（円城塔）
2. 月世界小説（牧野修）
3. エクソダス症候群（宮内悠介）
4. 怨讐星域（Ⅰ・Ⅱ・Ⅲ）（梶尾真治）
5. コロンビア・ゼロ 新・航空宇宙軍史（谷甲州）
6. 母になる、石の礫で（倉田タカシ）
7. うどん キツネつきの（高山羽根子）
8. 波の手紙が響くとき（オキシタケヒコ）
9. NOVA＋　屍者たちの帝国（大森望編）
10. シャッフル航法（円城塔）

海外篇
1. 紙の動物園（ケン・リュウ）
2. 神の水（パオロ・バチガルピ）
3. ゼンデギ（グレッグ・イーガン）
4. 完璧な夏の日（ラヴィ・ティドハー）
5. ジーン・ウルフの記念日の本（ジーン・ウルフ）
6. ドリフトグラス（サミュエル・R・ディレイニー）
7. 寄港地のない船（ブライアン・オールディス）
8. SF雑誌の歴史　黄金期そして革命（マイク・アシュリー（英語版））
9. 短篇ベスト10（スタニスワフ・レム）
10. 楽園炎上（ロバート・チャールズ・ウィルスン）

#### 2016年
国内篇
1. 夢みる葦笛（上田早夕里）
2. スペース金融道（宮内悠介）
3. ビビビ・ビ・バップ（奥泉光）
4. カメリ（北野勇作）
5. プロローグ（円城塔）
6. モナドの領域（筒井康隆）
7. 彼女がエスパーだったころ（宮内悠介）
8. 大きな鳥にさらわれないよう（川上弘美）
9. カムパネルラ（山田正紀）
10. ドン・キホーテの消息（樺山三英）

海外篇
1. 死の鳥（ハーラン・エリスン）
2. ユナイテッド・ステイツ・オブ・ジャパン（ピーター・トライアス（英語版））
3. 叛逆航路（アン・レッキー）
4. あまたの星、宝冠のごとく（ジェイムズ・ティプトリー・ジュニア）
5. クロックワーク・ロケット（グレッグ・イーガン）
6. 宇宙探偵マグナス・リドルフ（ジャック・ヴァンス）
7. ロデリック（ジョン・スラデック）
8. ガンメタル・ゴースト（ガレス・L・パウエル）
9. 蒲公英王朝記（巻ノ一・巻ノ二）（ケン・リュウ）
10. エターナル・フレイム（グレッグ・イーガン）

#### 2017年
国内篇
1. 自生の夢（飛浩隆）
2. ゲームの王国（上・下）（小川哲）
3. 公正的戦闘規範（藤井太洋）
4. ザ・ビデオ・ゲーム・ウィズ・ノーネーム（赤野工作）
5. あとは野となれ大和撫子（宮内悠介）
6. 横浜駅SF（柞刈湯葉）
7. 裏世界ピクニック　ふたりの怪異探検ファイル（宮澤伊織）
8. ここから先は何もない（山田正紀）
9. もはや宇宙は迷宮の鏡のように（荒巻義雄）
10. BLAME! THE ANTHOLOGY（九岡望、小川一水、野﨑まど、酉島伝法、飛浩隆）

海外篇
1. 隣接界（クリストファー・プリースト）
2. 母の記憶に（ケン・リュウ）
3. エコープラクシア　反響動作（上・下）（ピーター・ワッツ）
4. アロウズ・オブ・タイム（グレッグ・イーガン）
5. 書架の探偵（ジーン・ウルフ）
6. わたしの本当の子どもたち（ジョー・ウォルトン）
7. 無限の書（G・ウィロー・ウィルソン）
8. ゴッド・ガン（バリントン・J・ベイリー）
9. ジャック・グラス伝　宇宙的殺人者（アダム・ロバーツ）
10. 巨神計画（シルヴァン・ヌーヴェル（英語版））

#### 2018年
国内篇
1. 零號琴（飛浩隆）
2. 文字渦（円城塔）
3. 破滅の王（上田早夕里）
4. ハロー・ワールド（藤井太洋）
5. ランドスケープと夏の定理（高島雄哉）
6. 飛ぶ孔雀（山尾悠子）
7. 最後にして最初のアイドル（草野原々）
8. 超動く家にて　宮内悠介短編集（宮内悠介）
9. 半分世界（石川宗生）
10. オブジェクタム（高山羽根子）

海外篇
1. 折りたたみ北京　現代中国SFアンソロジー（ケン・リュウ編）
2. 竜のグリオールに絵を描いた男（ルーシャス・シェパード）
3. 七人のイヴ（全三巻） （ニール・スティーヴンスン）
4. シルトの梯子（グレッグ・イーガン）
5. 六つの航跡（上・下） （ムア・ラファティ）
6. メカ・サムライ・エンパイア（ピーター・トライアス（英語版））
7. われらはレギオン（全三巻）（デニス・E・テイラー（英語版））
8. アルテミス（上・下）（アンディ・ウィアー）
9. 図書館島（ソフィア・サマター）
10. J・G・バラード短編全集5　近未来の神話（J・G・バラード）

#### 2019年
国内篇
1. なめらかな世界と、その敵（伴名練）
2. 宿借りの星（酉島伝法）
3. 天冥の標10　青葉よ、豊かなれ（小川一水）
4. 嘘と正典（小川哲）
5. 偶然の聖地（宮内悠介）
6. ヒト夜の永い夢（柴田勝家）
7. リラと戦禍の風（上田早夕里）
8. 先をゆくもの達（神林長平）
9. 熱帯（森見登美彦）
10. 不見の月　博物館惑星2（菅浩江）

海外篇
1. 三体（劉慈欣）
2. 巨星　ピーター・ワッツ傑作選（ピーター・ワッツ）
3. ビット・プレイヤー（グレッグ・イーガン）
4. 生まれ変わり（ケン・リュウ）
5. 危険なヴィジョン〔完全版〕（ハーラン・エリスン編）
6. パラドックス・メン（チャールズ・L・ハーネス）
7. 雪降る夏空にきみと眠る（ジャスパー・フォード）
8. 声の物語（クリスティーナ・ダルチャー）
9. 方形の円　偽説・都市生成論（ギョルゲ・ササルマン（ルーマニア語版））
10. 銀河核へ（ベッキー・チェンバーズ）

#### 2020年
国内篇
1. オクトローグ　酉島伝法作品集成（酉島伝法）
2. アメリカン・ブッダ（柴田勝家）
3. 暗闇にレンズ（高山羽根子）
4. 日本SFの臨界点［恋愛篇・怪奇篇］（伴名練編）
5. 《星系出雲の兵站》シリーズ（林譲治）
6. 歓喜の歌　博物館惑星Ⅲ（菅浩江）
7. 人間たちの話（柞刈湯葉）
8. ワン・モア・ヌーク（藤井太洋）
9. タイタン（野﨑まど）
10. ホテル・アルカディア（石川宗生）

海外篇
1. 息吹（テッド・チャン）
2. 三体Ⅱ　黒暗森林（劉慈欣）
3. 宇宙へ（メアリ・ロビネット・コワル）
4. 第五の季節（N・K・ジェミシン）
5. マーダーボット・ダイアリー（マーサ・ウェルズ）
6. シオンズ・フィクション　イスラエルSF傑作選（シェルドン・テイテルバウム、エマヌエル・ロテム編）
7. 時のきざはし　現代中華SF傑作選（立原透耶編）
8. 月の光　現代中国SFアンソロジー（ケン・リュウ編）
9. 荒潮（陳楸帆）
10. となりのヨンヒさん（チョン・ソヨン）

#### 2021年
国内篇
1. 異常論文（樋口恭介編）
2. るん(笑)（酉島伝法）
3. 感応グラン＝ギニョル（空木春宵）
4. まぜるな危険（高野史緒）
5. 七十四秒の旋律と孤独（久永実木彦）
6. ポストコロナのSF（日本SF作家クラブ編）
7. 日本SFの臨界点 石黒達昌 冬至草/雪女 （石黒達昌／伴名練編）
8. 万博聖戦（牧野修）
9. 機龍警察 白骨街道（月村了衛）
10. テスカトリポカ（佐藤究）

海外篇
1. 三体Ⅲ　死神永生（劉慈欣）
2. 時の子供たち（エイドリアン・チャイコフスキー）
3. こうしてあなたたちは時間戦争に負ける（アマル・エル＝モフタール、マックス・グラッドストーン）
4. わたしたちが光の速さで進めないなら（キム・チョヨプ）
5. 宇宙の春（ケン・リュウ）
6. 時間の他に敵なし（マイクル・ビショップ）
7. 町かどの穴　ラファティ・ベスト・コレクション１（R・A・ラファティ）
8. 時間の王（宝樹）
9. 過ぎにし夏、マーズ・ヒルで エリザベス・ハンド傑作選（エリザベス・ハンド）
10. 移動迷宮 - 中国史SF短篇集（大恵和実編・訳）

#### 2022年
国内篇
1. 法治の獣（春暮康一）
2. プロトコル・オブ・ヒューマニティ（長谷敏司）
3. 残月記（小田雅久仁）
4. 地図と拳（小川哲）
5. 新しい時代を生きるための14のSF（伴名練編）
6. 獣たちの海（上田早夕里）
7. まず牛を球とします。（柞刈湯葉）
8. 旅書簡集 ゆきあってしあさって（高山羽根子、酉島伝法、倉田タカシ）
9. ゴジラ S.P <シンギュラポイント>（円城塔）
10. アグレッサーズ 戦闘妖精・雪風（神林長平）

海外篇
1. プロジェクト・ヘイル・メアリー（アンディ・ウィアー）
2. いずれすべては海の中に（サラ・ピンスカー）
3. 円 劉慈欣短篇集（劉慈欣）
4. 異常【アノマリー】（エルヴェ・ル・テリエ）
5. 血を分けた子ども（オクテイヴィア・E・バトラー）
6. ＮＳＡ（アンドレアス・エシュバッハ）
7. ロボットには尻尾がない（ヘンリー・カットナー）
8. ヨーロッパ・イン・オータム（デイヴ・ハッチンソン）
9. 三体X 観想之宙（宝樹）
10. とうもろこし倉の幽霊（R・A・ラファティ）

#### 2023年
国内篇
1. グラーフ・ツェッペリン あの夏の飛行船（高野史緒）
2. わたしたちの怪獣（久永実木彦）
3. ときときチャンネル 宇宙飲んでみた（宮澤伊織）
4. 走馬灯のセトリは考えておいて（柴田勝家）
5. あなたは月面に倒れている（倉田タカシ）
6. 禍（小田雅久仁 ）
7. シュレーディンガーの少女（松崎有理）
8. 回樹（斜線堂有紀）
9. アナベル・アノマリー（谷口裕貴）
10. AIとSF（日本SF作家クラブ編）

海外篇
1. チク・タク・チク・タク・チク・タク・チク・タク・チク・タク・チク・タク・チク・タク・チク・タク・チク・タク・チク・タク（ジョン・スラデック）
2. 最後の三角形 ジェフリー・フォード短篇傑作選（ジェフリー・フォード）
3. ガーンズバック変換（陸秋槎）
4. 文明交錯（ローラン・ビネ）
5. 美しき血 竜のグリオールシリーズ（ルーシャス・シェパード）
6. SFの気恥ずかしさ（トマス・M・ディッシュ）
7. 輝石の空（N・K・ジェミシン）
8. 怪獣保護協会（ジョン・スコルジー）
9. 未来省（キム・スタンリー・ロビンスン）
10. 時ありて（イアン・マクドナルド）

### 各10年のベスト10

#### 1990年代
| 順 位 | 国内篇                      | 国内篇     | 海外篇                   | 海外篇                                      |
| 順 位 | タイトル                    | 著者       | タイトル                 | 著者                                        |
| ----- | --------------------------- | ---------- | ------------------------ | ------------------------------------------- |
| 1     | エイダ                      | 山田正紀   | 《ハイペリオン》2部作    | ダン・シモンズ                              |
| 2     | 《十二国記》シリーズ        | 小野不由美 | スタープレックス         | ロバート・J・ソウヤー                       |
| 3     | ヴィーナス・シティ          | 柾悟郎     | アヌビスの門             | ティム・パワーズ                            |
| 4     | 終わりなき索敵              | 谷甲州     | 故郷から10000光年        | ジェイムズ・ティプトリー・ジュニア          |
| 5     | バベルの薫り                | 野阿梓     | タウ・ゼロ               | ポール・アンダースン                        |
| 6     | サラマンダー殲滅            | 梶尾真治   | ディファレンス・エンジン | ウィリアム・ギブスン&ブルース・スターリング |
| 7     | 光の帝国 常野物語           | 恩田陸     | つぎの岩につづく         | R・A・ラファティ                            |
| 8     | ハイブリッド・チャイルド    | 大原まり子 | 時間衝突                 | バリントン・J・ベイリー                     |
| 9     | グッドラック 戦闘妖精・雪風 | 神林長平   | 虚数                     | スタニスワフ・レム                          |
| 10    | ガダラの豚                  | 中島らも   | ブルー・シャンペン       | ジョン・ヴァーリイ                          |

#### ゼロ年代
| 順 位 | 国内篇                         | 国内篇     | 海外篇                   | 海外篇                           |
| 順 位 | タイトル                       | 著者       | タイトル                 | 著者                             |
| ----- | ------------------------------ | ---------- | ------------------------ | -------------------------------- |
| 1     | 虐殺器官                       | 伊藤計劃   | あなたの人生の物語       | テッド・チャン                   |
| 2     | グラン・ヴァカンス 廃園の天使I | 飛浩隆     | 万物理論                 | グレッグ・イーガン               |
| 3     | マルドゥック・スクランブル     | 冲方丁     | しあわせの理由           | グレッグ・イーガン               |
| 4     | Self-Reference ENGINE          | 円城塔     | 双生児                   | クリストファー・プリースト       |
| 5     | ラギッド・ガール 廃園の天使II  | 飛浩隆     | 時間封鎖                 | ロバート・チャールズ・ウィルスン |
| 6     | アラビアの夜の種族             | 古川日出男 | ディアスポラ             | グレッグ・イーガン               |
| 7     | 太陽の簒奪者                   | 野尻抱介   | デス博士の島その他の物語 | ジーン・ウルフ                   |
| 8     | 永遠の森 博物館惑星            | 菅浩江     | 20世紀SF                 | 中村融、山岸真編                 |
| 9     | 象られた力                     | 飛浩隆     | 奇術師                   | クリストファー・プリースト       |
| 10    | 新世界より                     | 貴志祐介   | ダイヤモンド・エイジ     | ニール・スティーヴンスン         |

#### 2010年代
| 順位 | タイトル             | 著者                 |
| ---- | -------------------- | -------------------- |
| 1    | 皆勤の徒             | 酉島伝法             |
| 2    | 紙の動物園           | ケン・リュウ         |
| 3    | 火星の人〔新版〕     | アンディ・ウィアー   |
| 4    | 華竜の宮             | 上田早夕里           |
| 5    | 零號琴               | 飛浩隆               |
| 6    | 《天冥の標》シリーズ | 小川一水             |
| 7    | 三体                 | 劉慈欣               |
| 8    | 都市と都市           | チャイナ・ミエヴィル |
| 9    | 屍者の帝国           | 伊藤計劃、円城塔     |
| 10   | 自生の夢             | 飛浩隆               |